# Karen Black
Karen Blanche Black (eredeti nevén Karen Blanche Ziegler) (Park Ridge, Illinois, 1939. július 1. – Santa Monica, Kalifornia, 2013. augusztus 8.) kétszeres Golden Globe-díjas amerikai színésznő, forgatókönyvíró, dalszerző és énekes.

## Fiatalkora és pályafutása
Park Ridge-ben született William és Elsie Ziegler gyermekeként. Húga Gail Brown (sz. Gail Ziegler) színésznő.
1954 és 1956 között a Northwestern Egyetem hallgatója volt, ezután a Lee Strasberg Actor’s Stúdióban tanult.
Az off-Broadwayon lépett fel, emellett pincérnő volt, majd a New York-i Heckshire House társulatának tagja lett, Shakespeare-darabokban játszott. 1965-ben a Játékszoba című darabbal debütált a Broadwayon. 1970-ben Jack Nicholson partnere volt az Öt könnyű darabban. Az Airport ’75-ben Nancy Pryort alakította. Aktfotói megjelentek a Playboy 1975 januári és decemberi, 1976 decemberi, valamint 1978 októberi számaiban. 1976-ban játszott Alfred Hitchcock Családi összeesküvés című filmjében.

## Magánélete
Karen Black négyszer kötött házasságot. Első férjével, Charles Blackkel 1955–1962 között élt együtt. Második férje Robert Burton volt, akivel 1973–1974 között élt. Harmadik párja L. M. Kit Carson volt. 1987 óta negyedik házasságában élt együtt Stephen Eckelberryvel.

## Filmjei
- Te már nagy kisfiú vagy (1966)
- Támadás egy idegen bolygóról (1967)
- Kegyetlen szerződés (1968)
- Szelíd motorosok (1969)
- Öt könnyű darab (1970)
- Pisztolybárbaj (1971)
- Győzelemre született (1971) (filmzene is)
- A Portnoy-kór (1972)
- A készlet (1973)
- A társaság (1973)
- Az orrszarvú (1974)
- A nagy Gatsby (1974)
- Airport '75 (1975)
- A sáska napja (1975)
- Nashwille (1975) (filmzene is)
- Saturday Night Live (1976) (filmzene)
- Frankeinstein kísértetkastélya (1976)
- Nyerő páros (1976)
- Családi összeesküvés (1976)
- The Squeeze (1978)
- Földi űrutazás (1978)
- Érett nők dicsérete (1978)
- Mr. Horn (1979)
- A magányos Chanel (1981)
- Jöjj vissza, Jimmy Dean (1982)
- Tud ez a nő egyáltalán tésztát sütni? (1983)
- Growing pains (1984)
- Márton-nap (1984)
- Gyilkos sorok (1986)
- Támadók a Marsról (1986)
- A túsz (1987)
- A fenyvesi lúd repülése (1987)
- Homor és Eddie (1989)
- Országúti vagányok (1989)
- Lappangó tűz (1991)
- Rubin és Ed (1992)
- Végső ítélet (1992)
- Az éjszaka gyermekei (1992)
- Caged Fear (1992)
- Bound and Gagged: A Love Story (1992)
- A játékos (1992)
- The Trust (1993)
- Return of the Roller Blade Seven (1993)
- A dupla nullás kölyök (1993)
- Cries of Silence (1993)
- Lee néni húsos lepényei (1993)
- A város meséi (1993)
- Az éjszaka árnyai (1993)
- Movies Money Murder (1996) (forgatókönyvíró is)
- Going home (forgatókönyvíró)
- A kukorica gyermekei 4. (1996)
- Un Angelo a New York (1996)
- Every Minute is Goodbye (1996)
- Dinosaur Valley Girls (1996)
- Bűnidő (1996)
- Dogtown (1997)
- Malaika (1997) (forgatókönyvíró is)
- Conceiving Ada (1997)
- Férfiak (1997) (forgatókönyvíró is)
- Pszichozsaru (1998)
- Ötösfogat (1998)
- Fallen Arches (1998)
- Láthatatlan apuka (1998)
- Stír (1998)
- Bury the Evidence (1998)
- Light Speed (1998)
- I woke up early the day I died (1998)
- Charades (1998) (forgatókönyvíró is)
- A szomszéd lánya (1998)
- The Underground Comedy Movie (1999)
- Vágyrajárók (1999)
- Oliver Twisted (2000)
- The Donor (2000)
- Red Dirt (2000)
- Bújj, bújj, gonosz! (2001)
- Hard Luck (2001)
- Gypsy 83 (2001) (filmzene is)
- Don't try this at home (2001)
- Fény a sötétségben (2002)
- Teknolust (2002)
- Buttleman (2002)
- Curse of the Forty-Niner (2003)
- 1000 halott háza (2003)
- Paris (2003)
- Saving Grace (2003)
- Az utolsó beteg (2003)
- America Brown (2004)
- Birth of Industry (2004)
- Dr. Rage (2005)
- Love Wine (2005)
- Firecracker (2005)
- Hollywood Dreams (2006)
- Whitepaddy (2006)
- Mexikói éjszaka (2007)
- Contamination (2008)

## Díjai
- A New York-i filmkritikusok díja (1970) Öt könnyű darab
- Golden Globe-díj (1971, 1975)
- Eyegore-díj (2000)